# Lexicon Tower
Der Lexicon Tower (auch: Chronicle Tower) ist ein Gebäude in London nahe den Stationen City Road und Angel der London Underground.
Das vom Architektenbüro Skidmore Owings & Merrill entworfene Gebäude beherbergt unter anderem 146 Apartments und liegt nahe am sogenannten „Square Mile“.